# Isak Bråholm
Isak Bråholm, född 24 september 2000, är en svensk fotbollsspelare som spelar för Enköpings SK. 

## Klubbkarriär

### IK Sirius
Isak Bråholm inledde karriären i Unik FK. Via Sunnersta AIF kom han till IK Sirius som 12-åring. Den 29 maj 2017 fanns Bråholm första gången med i en allsvensk trupp, i bortamötet med Örebro SK. En dryg månad senare gjorde han sin seniordebut i en träningsmatch mot just Örebro SK. I tävlingssammanhang dröjde Sirius-debuten fram till cupmötet mot Strömsbergs IF den 21 augusti 2018.
Den efterföljande säsongen fick Bråholm också debutera i allsvenskan. I 0-2-förlusten mot Hammarby IF den 10 maj 2019 stod han för ett inhopp i den 83:e minuten. Efter att ha gjort sex inhopp under debutsäsongen skrev Bråholm på sitt första A-lagskontrakt med Sirius kort innan säsongsavslutningen. I juni 2020 lånades Bråholm ut till division 1-klubben IFK Luleå.

### Sandvikens IF
I mars 2021 lånades Bråholm ut till Sandvikens IF på ett avtal över hela säsongen. Efter säsongen utsågs han till klubbens bästa spelare av Arbetarbladet. I februari 2022 blev Bråholm klar för Sandvikens IF på en permanent övergång.

### Oskarshamns AIK
I februari 2023 värvades Bråholm av Oskarshamns AIK. Han gjorde ett mål och tre assister på 29 matcher i Ettan Södra 2023.

### Assyriska FF
I mars 2024 värvades Bråholm av Assyriska FF.

### Täby FK
I juli 2024 gick Bråholm till Täby FK.

### Enköpings SK
I januari 2025 blev Bråholm kvar för Enköpings SK.

## Karriärstatistik
| Klubb               | Säsong             | Liga               | Liga    | Liga | Nationell cup | Nationell cup | Totalt  | Totalt |
| Klubb               | Säsong             | Division           | Matcher | Mål  | Matcher       | Mål           | Matcher | Mål    |
| ------------------- | ------------------ | ------------------ | ------- | ---- | ------------- | ------------- | ------- | ------ |
| IK Sirius FK        | 2018               | Allsvenskan        | 0       | 0    | 1             | 0             | 1       | 0      |
| IK Sirius FK        | 2019               | Allsvenskan        | 7       | 0    | 1             | 0             | 8       | 0      |
| IK Sirius FK        | 2020               | Allsvenskan        | 2       | 0    | 3             | 0             | 5       | 0      |
| IK Sirius FK        | Totalt             | Totalt             | 9       | 0    | 5             | 0             | 14      | 0      |
| IFK Luleå (lån)     | 2020               | Ettan Norra        | 21      | 2    | 0             | 0             | 21      | 2      |
| Sandvikens IF (lån) | 2021               | Ettan Norra        | 27      | 1    | 2             | 1             | 29      | 2      |
| Sandvikens IF       | 2022               | Ettan Norra        | 28      | 1    | 2             | 0             | 30      | 1      |
| Oskarshamns AIK     | 2023               | Ettan Södra        | 29      | 1    | 3             | 0             | 32      | 1      |
| Assyriska FF        | 2024               | Ettan Norra        | 10      | 0    | 0             | 0             | 10      | 0      |
| Täby FK             | 2024               | Ettan Norra        | 15      | 1    | 1             | 0             | 16      | 1      |
| Enköpings SK        | 2025               | Ettan Norra        | 1       | 0    | 0             | 0             | 1       | 0      |
| Totalt i karriären  | Totalt i karriären | Totalt i karriären | 140     | 6    | 13            | 1             | 153     | 7      |